# 군위 인각사 보각국사탑 및 비
군위 인각사 보각국사탑 및 비(軍威 麟角寺 普覺國師塔 및 碑)는 대한민국 대구광역시 군위군 인각사에 있는, 고려시대의 승탑 및 비석이다. 1965년 9월 1일 대한민국의 보물 제428호로 지정되었다.

## 개요
고려 충렬왕 15년(1289)에 입적한 보각국사 일연의 사리탑과 그의 행적을 기록해 놓은 탑비이다. 일연은 『삼국유사』를 저술하는 등 많은 업적을 이룬 승려인데, 노년에 인각사에서 늙으신 어머니를 지극히 봉양하였다고 한다. 전하는 말에 의하면, 아침에 해가 뜰 때 이 탑에서 광채가 나와 멀지 않은 곳에 있는 일연스님 어머니의 묘를 비추었다고 한다.
탑은 자연석으로 된 바닥돌 위에 8각의 아래받침돌을 놓았는데 윗면이 급한 경사를 이루고 있다. 가운데받침돌 역시 8각으로, 동물을 조각하였으나 뚜렷하지 않다. 윗받침돌은 8각이지만 원형에 가깝고, 단조롭고 소박한 연꽃이 새겨져 있다. 탑몸도 8각으로 정면에는 ‘보각국사정조지탑’이란 탑이름이 있고, 뒷면에는 문모양의 조각이 있으며 남은 6면에는 사천왕입상(四天王立像)과, 연꽃 위에 서있는 보살상(菩薩像)을 새겼다. 지붕의 두꺼운 추녀 밑은 위로 느리게 들려 있고, 낙수면은 급한 편이며 지붕선 끝부분에 꽃장식이 달려 있다. 지붕 꼭대기에는 머리장식이 큼직하게 올려져 있다.
탑비는 국사의 제자인 법진에 의하여 세워졌다. 비문은 당시의 문장가인 민지가 왕명을 받들어 지었으며, 글씨는 진나라까지 가서 왕희지의 글씨를 집자(集字)하여 만들었다. 지금은 비의 형체가 많이 훼손되었으나 다행히 비문은 오대산 월정사에 사본이 남아있다.
비문에 의하면 비를 세운 시기가 충렬왕 21년(1295)이므로, 부도탑의 건립 역시 일연이 입적한 해인 1289년에서 1295년 사이의 일로 짐작된다.

## 현지 안내문
이 탑과 비는 고려시대 보각국사 일연의 부도와 비로서, 부도는 사문 밖 도로변에 있고 탑비는 경내에 있다. 부도는 높이가 2.42m로 자연석으로 된 지대석 위해 희미하게 복련이 새겨진 8각의 하대석을 설치한 형태이다.
중대석에는 동물상이 조각되어 있고, 상채석도 팔각의 옅은 굄을 이루고 있으며 그 주위에는 작은 연꽃이 조각되어 있다. 몸돌도 팔각인데 정면에는 탑명이 있으며, 후면에는 문비가 본떠 새겨져 있고, 나머지 6면에는 사천왕상과 보살입상이 돋을새김되어 있다.
보각국사비는 점판암의 석재로 손상이 심한 상태이다. 비신의 높이는 1.8m, 너비는 1.06m이다. 자체는 중국 왕희지의 글씨를 집자하여 새겼다. 비문에 의하여 비를 세운 시기가 고려 충렬왕 21년(1295년)으로 되어 있어 부탑의 건립 역시 그가 입적한 해인 1289년에서 1295년 사이로 짐작된다.

## 같이 보기
- 일연

## 참고 자료
- 군위 인각사 보각국사탑 및 비 - 국가유산청 국가유산포털